# Cox Plate
Groupe 1
Le W.S. Cox Plate, ou Cox Plate, est une course hippique de plat qui se déroule fin octobre sur l'hippodrome de Moonee Valley, dans la banlieue de Melbourne. C'est la course la plus importante d'Australie avec la Melbourne Cup, plus célèbre mais moins relevée.
Surnommé "l'Arc australien", en référence au Prix de l'Arc de Triomphe, le Cox Plate est considéré comme la plus importante course australienne ne se disputant pas sous la formule du handicap. C'est une course de groupe 1, ouvert aux chevaux de 3 ans et plus, disputée sur 2 040 mètres, corde à gauche. L'allocation (la troisième d'Australie après la Melbourne Cup et les Queen Elizabeth Stakes) s'élève à 3 000 000 AU$. La première édition du Cox Plate, baptisée en l'honneur de William Samuel Cox, fondateur du Moonee Valley Racing Club en 1883, eut lieu en 1922.
Les plus grands noms des courses australiennes ont inscrit leur nom au palmarès de la course, tel Tulloch en 1960, et plusieurs chevaux ont réussi le doublé, dont le légendaire Phar Lap (1930-1931) et So You Think (2009-2010) ; Kingston Town a réalisé un triplé (1980, 1981, 1982) et la phénoménale Winx un quadruplé (2015, 2016, 2017, 2018). Peu de chevaux européens se sont aventurés dans cette épreuve, mais ces dernières années, plusieurs ont fait le déplacement jusqu'aux antipodes, dont l'Irlandais Adelaïde, qui en 2014 devient le premier cheval entraîné dans l'hémisphère nord à s'imposer dans cette course.

## Palmarès depuis 1975
| Année | Vainqueur          | S/A | Pays             | Père               | Jockey           | Entraîneur            | Temps   |
| ----- | ------------------ | --- | ---------------- | ------------------ | ---------------- | --------------------- | ------- |
| 2024  | Via Sistina        | F.6 | Royaume-Uni      | Fastnet Rock       | James McDonald   | Chris Waller          | 2'01"07 |
| 2023  | Romantic Warrior   | H.5 | Hong Kong        | Acclamation        | James McDonald   | Danny Shum            | 2'03"16 |
| 2022  | Anamoe             | M.4 | Australie        | Street Boss        | James McDonald   | James Cummings        | 2'10"17 |
| 2021  | State of Rest      | M.3 | Irlande          | Starspangledbanner | John Allen       | Joseph O'Brien        | 2'06"97 |
| 2020  | Sir Dragonet       | M.4 | Irlande          | Camelot            | Glen Boss        | C. Maher & D. Eustace | 2'08"46 |
| 2019  | Lys Gracieux       | F.6 | Japon            | Heart's Cry        | Damian Lane      | Yoshito Yahagi        | 2'04"21 |
| 2018  | Winx               | F.7 | Australie        | Street Cry         | Hugh Bowman      | Chris Waller          | 2'03"47 |
| 2017  | Winx               | F.6 | Australie        | Street Cry         | Hugh Bowman      | Chris Waller          | 2'02"94 |
| 2016  | Winx               | F.5 | Australie        | Street Cry         | Hugh Bowman      | Chris Waller          | 2'06"35 |
| 2015  | Winx               | F.4 | Australie        | Street Cry         | Hugh Bowman      | Chris Waller          | 2'02"98 |
| 2014  | Adelaide           | M.3 | Irlande          | Galileo            | Ryan Moore       | Aidan O'Brien         | 2'03"76 |
| 2013  | Shamus Award       | M.3 | Australie        | Snitzel            | Chad Schofield   | Danny O'Brien         | 2'05"27 |
| 2012  | Ocean Park         | M.4 | Nouvelle-Zélande | Thorn Park         | Glen Boss        | Gary Hennessy         | 2'04"14 |
| 2011  | Pinker Pinker      | F.4 | Australie        | Reset              | Craig Williams   | Greg Eurell           | 2'05"39 |
| 2010  | So You Think       | M.4 | Australie        | High Chaparral     | Steve Arnold     | Bart Cummings         | 2'07"45 |
| 2009  | So You Think       | M.3 | Australie        | High Chaparral     | Glen Boss        | Bart Cummings         | 2'03"98 |
| 2008  | Maldivian          | H.6 | Australie        | Zabeel             | Michael Rodd     | Mark Kavanagh         | 2'06"92 |
| 2007  | El Segundo         | H.6 | Australie        | Pins               | Luke Nolen       | Colin Little          | 2'06"33 |
| 2006  | Fields of Omagh    | H.9 | Australie        | Rubiton            | Craig Williams   | David A. Hayes        | 2'06"89 |
| 2005  | Makybe Diva        | F.6 | Australie        | Desert King        | Glen Boss        | Lee Freedman          | 2'09"27 |
| 2004  | Savabeel           | M.3 | Australie        | Zabeel             | Chris Munce      | Graeme Rogerson       | 2'06"88 |
| 2003  | Fields of Omagh    | H.6 | Australie        | Rubiton            | Steven King      | Tony McEvoy           | 2'07"61 |
| 2002  | Northerly          | H.6 | Australie        | Serheed            | Patrick Payne    | Fred Kersley          | 2'06"27 |
| 2001  | Northerly          | H.5 | Australie        | Serheed            | Damien Oliver    | Fred Kersley          | 2'05"84 |
| 2000  | Sunline            | F.5 | Nouvelle-Zélande | Desert Sun         | Greg Childs      | Trevor McKee          | 2'07"70 |
| 1999  | Sunline            | F.4 | Nouvelle-Zélande | Desert Sun         | Greg Childs      | Trevor McKee          | 2'05"40 |
| 1998  | Might and Power    | H.5 | Australie        | Zabeel             | Jim Cassidy      | Jack Denham           | 2'03"54 |
| 1997  | Dane Ripper        | F.4 | Australie        | Danehill           | Damien Oliver    | Bart Cummings         | 2'07"65 |
| 1996  | Saintly            | H.4 | Australie        | Sky Chase          | Darren Beadman   | Bart Cummings         | 2'05"73 |
| 1995  | Octagonal          | M.3 | Australie        | Zabeel             | Shane Dye        | John Hawkes           | 2'06"38 |
| 1994  | Solvit             | H.6 | Nouvelle-Zélande | Morcon             | D. Walsh         | Moira Murdoch         | 2'02"60 |
| 1993  | The Phantom Chance | H.4 | Nouvelle-Zélande | Noble Bijou        | R. Vance         | Colin Jillings        | 2'02"80 |
| 1992  | Super Impose       | H.8 | Australie        | Imposing           | Greg Hall        | Lee Freedman          | 2'05"50 |
| 1991  | Surfers Paradise   | H.4 | Nouvelle-Zélande | Crested Wave       | Lance O'Sullivan | David J. O'Sullivan   | 2'03"80 |
| 1990  | Better Loosen Up   | M.5 | Australie        | Loosen Up          | M. Clarke        | David A. Hayes        | 2'01"50 |
| 1989  | Almaarad           | M.6 | Australie        | Ela-Mana-Mou       | M. Clarke        | Colin Hayes           | 2'03"20 |
| 1988  | Our Poetic Prince  | M.4 | Australie        | Yeats              | N Harris         | J Wheeler             | 2'06"90 |
| 1987  | Rubiton            | M.4 | Australie        | Century            | Harry White      | P C Barns             | 2'02"90 |
| 1986  | Bonecrusher        | H.4 | Nouvelle-Zélande | Pag Asa            | G Stewart        | F T Ritchie           | 2'07"20 |
| 1985  | Rising Prince      | M.5 | Australie        | Round Top          | Kevin Langby     | Ms D Stein            | 2'05"30 |
| 1984  | Red Anchor         | M.3 | Australie        | Sea Anchor         | Mick Dittman     | T. J. Smith           | 2'03"70 |
| 1983  | Strawberry Road    | M.4 | Australie        | Whiskey Road       | Mick Dittman     | Doug Bougoure         | 2'09"10 |
| 1982  | Kingston Town      | H.6 | Australie        | Bletchingly        | Peter Cook       | T. J. Smith           | 2'05"50 |
| 1981  | Kingston Town      | H.5 | Australie        | Bletchingly        | Ron Quinton      | T. J. Smith           | 2'06"70 |
| 1980  | Kingston Town      | H.4 | Australie        | Bletchingly        | Malcolm Johnston | T. J. Smith           | 2'07"30 |
| 1979  | Dulcify            | M.4 | Australie        | Decies             | Brent Thomson    | Colin Hayes           | 2'04"90 |
| 1978  | So Called          | M.4 | Australie        | Sobig              | Brent Thomson    | Colin Hayes           | 2'08"70 |
| 1977  | Family Of Man      | M.4 | Australie        | Lots of Man        | Brent Thomson    | George Hanlon         | 2'05"30 |
| 1976  | Surround           | F.3 | Australie        | Sovereign Edition  | Peter Cook       | Geoff T. Murphy       | 2'04"30 |
| 1975  | Fury's Order       | M.5 | Nouvelle-Zélande | Indian Order       | Brent Thomson    | W McEwan              | 2'20"40 |